# 香渚坊
香渚坊（越南语：／），是越南承天順化省香茶市社下辖的一個坊。

## 区划沿革
2019年8月19日，第三居民小组72户居民和第二居民小组合并为罗渚上居民小组，第三居民小组243户居民和第四居民小组184户居民合并为罗渚中居民小组，第四居民小组43户居民和第五居民小组合并为罗渚东居民小组，第七居民小组和第八居民小组合并为阜坞一居民小组，第十居民小组和第十一居民小组合并为安都居民小组，第一居民小组更名为珪渚居民小组，第六居民小组更名为罗渚南居民小组，第九居民小组更名为阜坞二居民小组。

## 行政区划
香渚坊下辖8个居民小组：
- 安都居民小组（Tổ dân phố An Đô）
- 罗渚东居民小组（Tổ dân phố La Chữ Đông）
- 罗渚南居民小组（Tổ dân phố La Chữ Nam）
- 罗渚上居民小组（Tổ dân phố La Chữ Thượng）
- 罗渚中居民小组（Tổ dân phố La Chữ Trung）
- 阜坞一居民小组（Tổ dân phố Phụ Ổ 1）
- 阜坞二居民小组（Tổ dân phố Phụ Ổ 2）
- 珪渚居民小组（Tổ dân phố Quê Chữ）